# میدان ونک

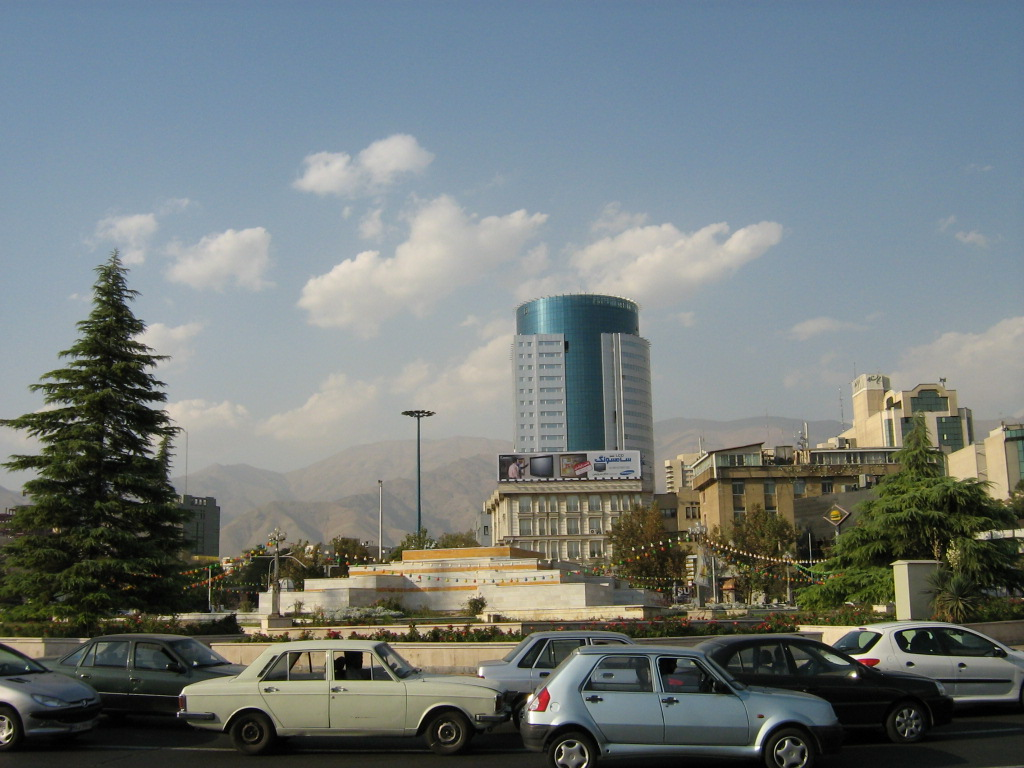
میدان ونک ۱۳۸۵

میدان وَنَک، نام میدانی در منطقه ونک واقع در شمال تهران می‌باشد که در مسیر خیابان ولیعصر قرار دارد. این میدان از سمت شرق با بزرگراه حقانی و از سمت غرب با خیابان‌های ونک، ملاصدرا و برزیل مرتبط است. از سمت شمال میدان ونک در امتداد خیابان ولیعصر به سمت پارک وی و میدان تجریش و از سمت جنوب در امتداد خیابان ولیعصر به میدان ولیعصر مرتبط می‌شود.
ایستگاه مترو شهید حقانی راه دسترسی به این میدان است.